# Energía solar en Japón

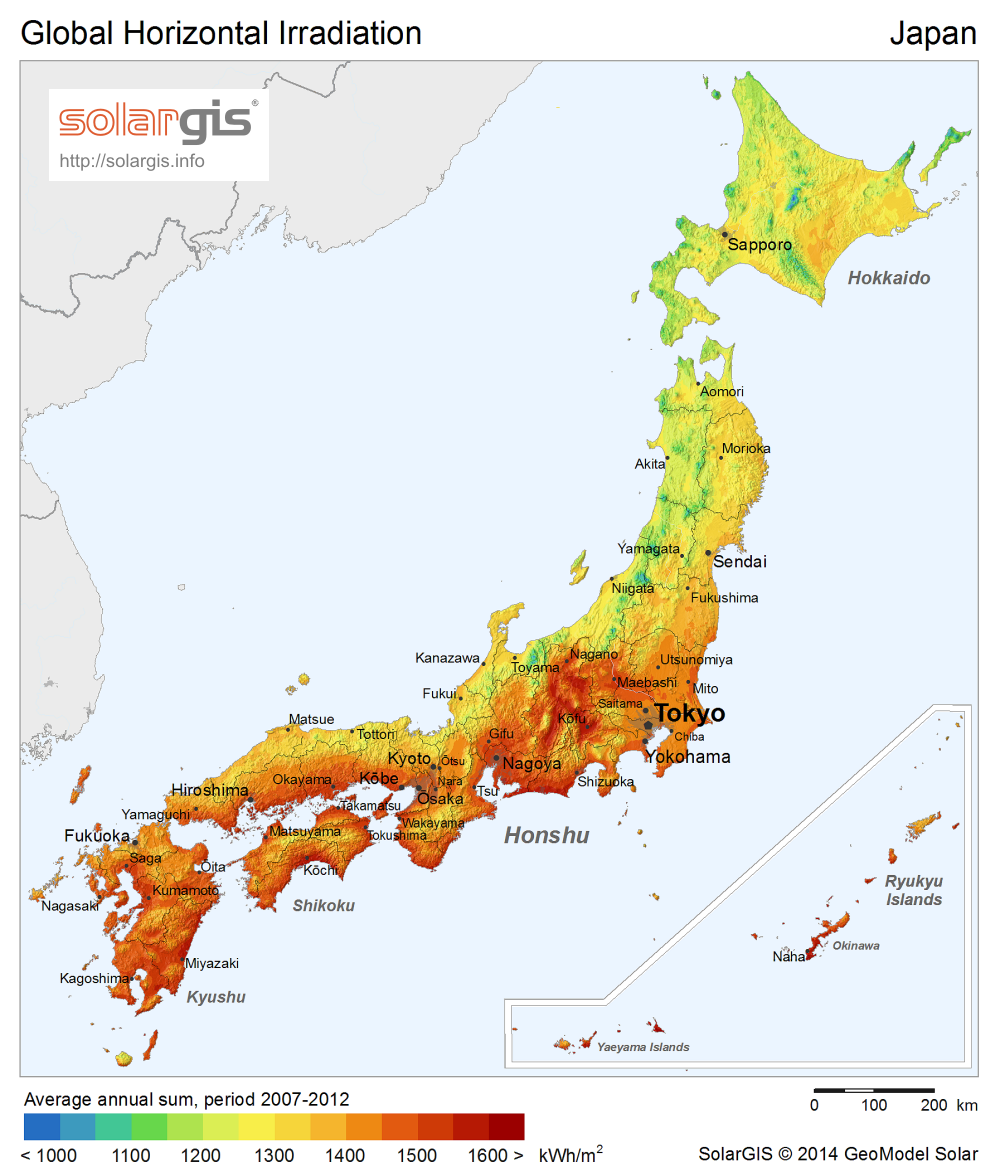
Mapa de radiación solar en Japón.

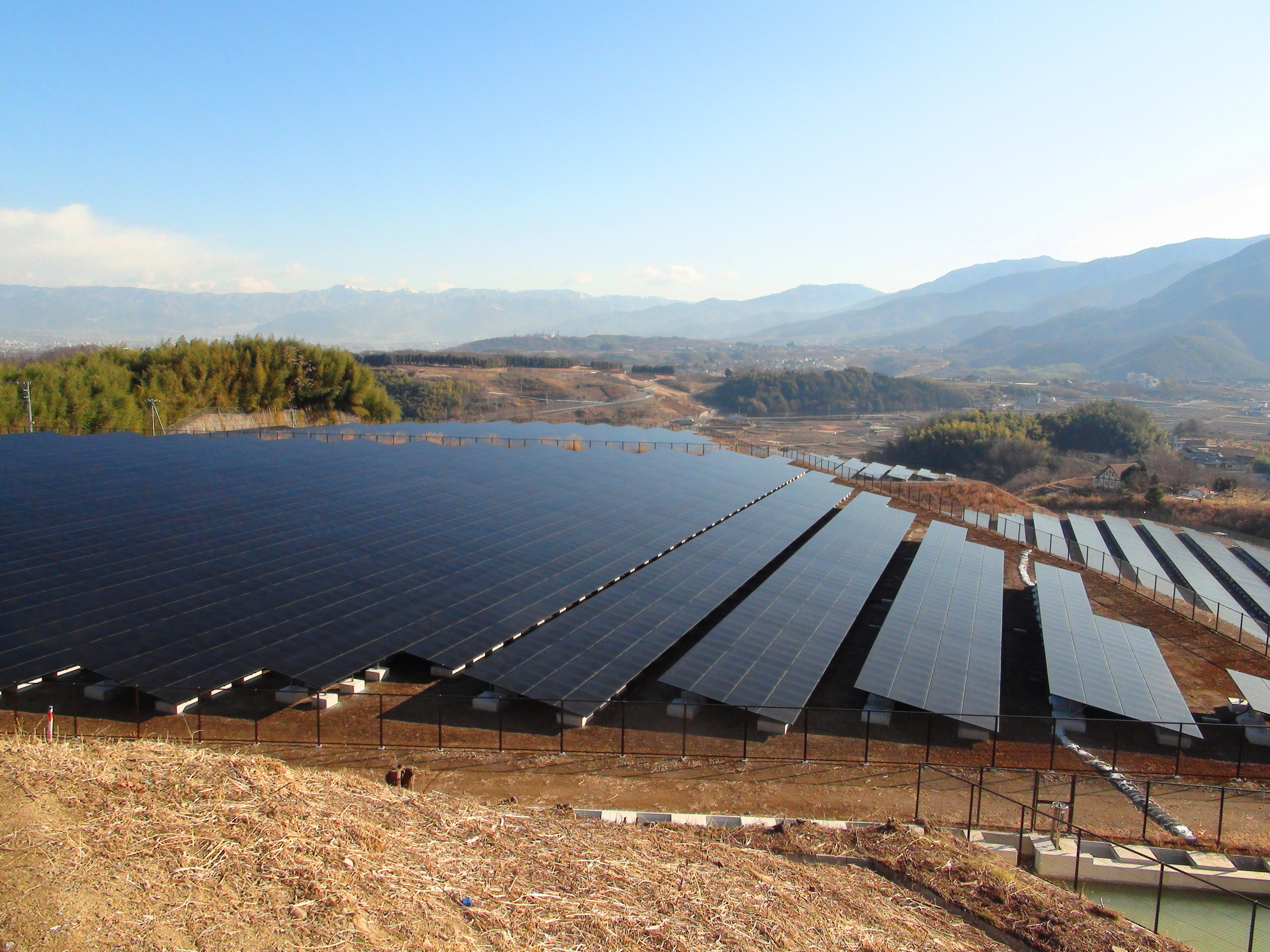
Planta solar fotovoltaica operada por TEPCO en Japón.

La energía solar en Japón, se ha expandido rápidamente desde la década de 1990. El país asiático es uno de los líderes en la fabricación de módulos fotovoltaicos y se encuentra entre los primeros puestos en términos de energía solar fotovoltaica instalada, con más de 23 GW a finales de 2014, la mayor parte conectada a red. La irradiación en Japón es óptima, situándose entre 4,3 y 4,8 kWh·m²·día, convirtiéndolo en un país idóneo para el desarrollo de este tipo de energía.
La venta de módulos fotovoltaicos para proyectos comerciales ha crecido rápidamente tras la introducción por parte del Gobierno japonés en julio de 2012 de una tarifa para el incentivo de la fotovoltaica tras el accidente nuclear de Fukushima y la paralización de la mayoría de las centrales nucleares que tiene el país.
Japón fue el segundo mercado fotovoltaico más grande en 2013 y 2014, añadiendo una capacidad de 6.9 GW y 9.6 GW, respectivamente. A finales de 2014, la capacidad acumulada alcanzó 23.3 GW, superando a Italia (18.5 GW) y convirtiéndose en el tercer productor de energía solar fotovoltaica más grande del mundo, por detrás de Alemania y China. La capacidad total instalada es suficiente para suministrar un 2.5% de la demanda de electricidad anual de la nación. Durante el verano de 2015, se informó que la producción fotovoltaica en Japón había cubierto en determinados momentos el 10 % de la demanda total nacional. Dos años después, en 2016, se sitúa en torno a 42 GW, y la previsión apunta a que el mercado fotovoltaico japonés crecerá aún más en los próximos años.

## Compañías
Las principales compañías fotovoltaicas de Japón son:
- Kyocera
- Mitsubishi Electric
- Mitsubishi Heavy Industries
- Sanyo
- Sharp Solar
- Solar Frontier